# 2017년 9월
| 2017년: 1월 · 2월 · 3월 · 4월 · 5월 · 6월 · 7월 · 8월 · 9월 · 10월 · 11월 · 12월 |

| \| 2017년 9월 1일 (금요일) \| \| 편집 \| |  |      |
| 정치 - 케냐의 대법원이 지난 8월 8일 치러진 대통령 선거를 무효로 하고, 60일 이내에 다시 선거를 실시하라고 결정하였다. 대법원은 선거관리위원회가 관리를 소홀히 했거나, 또는 관리에 실패한 점이 인정된다고 밝혔다. 한편, 재선에 성공하였던 우후루 케냐타 대통령은 개인적으로는 승복할 수 없지만, 판결을 존중하겠다고 밝혔다. 부고 - 영국의 로마 가톨릭교회 추기경을 지낸 코맥 머피오코너가 85세를 일기로 숨졌다. |  |      |
| 2017년 9월 1일 (금요일) |  | 편집 |

| 2017년 9월 1일 (금요일) |  | 편집 |

| \| 2017년 9월 2일 (토요일) \| \| 편집 \| |  |      |
| 법과 범죄 - 캄보디아 제1야당 캄보디아구국당(CNRP)의 켐 소카(Kem Sokha) 대표가 반역죄 혐의로 체포되었다. 최근 치러진 선거에서 집권당 캄보디아 인민당(CPP)이 주춤하고 야당이 선전함에 따라, 지난 32년간 총리직을 수행해온 의 훈 센 총리의 집권 연장을 단단히 하기 위한 조치로 보인다. 사고 - 케냐 나이로비의 모이(Moi) 여자고등학교의 기숙사에서 화재가 발생해 학생 7명이 숨졌다. 사회 - 서울 경전철: 대한민국 서울특별시에서 총 연장 11.4km의 우이신설선이 개통되었다. |  |      |
| 2017년 9월 2일 (토요일) |  | 편집 |

| 2017년 9월 2일 (토요일) |  | 편집 |

| \| 2017년 9월 3일 (일요일) \| \| 편집 \| |  |      |
| 군사 - 조선민주주의인민공화국에서 대륙간탄도유도탄(ICBM)에 장착할 수소탄 시험에 성공하였다고 밝혔다. 대한민국은 국가안전보장회의를 소집하였으며, 대한민국 외교부는 유엔안전보장이사회 긴급회의 소집을 요청하였다. 대한민국 기상청은 모멘트 규모 5.7의 인공 지진이 관측되었다고 밝혔다. |  |      |
| 2017년 9월 3일 (일요일) |  | 편집 |

| 2017년 9월 3일 (일요일) |  | 편집 |

| \| 2017년 9월 4일 (월요일) \| \| 편집 \| |  |      |
| 사회 - 대한민국 방송사 문화방송(MBC)과 한국방송공사(KBS)가 총파업에 들어갔다. 지난 2015년 이후 5년만으로, 일부 파행 방송이 불가피할 것으로 전망되고 있다. 앞서 지난달 말 MBC는 파업 투표에서 투표율 95.7%에 찬성률이 93.2%로 역대 최고를 기록하며 안건이 가결된 바 있다. - 중화민국 행정원의 린취안(林全, Lin Chuan) 원장이 지난 8월 15일 발생한 타이완 정전 사태 등에 대한 책임을 지고 사퇴하였다. 한편, 라이칭더(賴清德, Lai Ching-te) 타이난 시 시장이 후임 행정원장으로 거론되고 있다. |  |      |
| 2017년 9월 4일 (월요일) |  | 편집 |

| 2017년 9월 4일 (월요일) |  | 편집 |

| \| 2017년 9월 5일 (화요일) \| \| 편집 \| |  |      |
| 정치 - 중화민국 행정원의 신임 행정원장으로 라이칭더(賴清德, Lai Ching-te) 타이난 시 시장이 임명되었다. 사회 - 대한민국 정부가 국무회의에서 10월 2일을 임시공휴일로 지정하는 ‘관공서의 임시공휴일 지정안’을 심의·의결하였다. 이에 따라 대한민국은 올해 9월 30일 토요일 부터, 추석 연휴와 대체공휴일(개천절과 추석 연휴의 겹침), 10월 9일 한글날까지 최장 열흘간의 연휴 기간이 만들어졌다. 재해 - 미국 국립 허리케인 센터(NHC)와 미국 기상청(NWS)에 따르면, 허리케인 어마(IRMA)가 북상 중이다. 허리케인 하비(Harvey)로 휴스턴 등지가 큰 피해를 입은 직후라 관게 당국이 예의 주시하고 있다. 릭 스콧(Rick Scott) 플로리다주(州) 주지사는 67개 카운티에 비상 사태를 선포하고, 만반의 대비를 갖출 것을 지시하였다. 한편, 태풍 어마는 5등급으로 격상되었으며, 이는 직전 허리케인 하비(4등급)보다 큰 위력이다. 부고 - 대한민국의 마광수 교수가 66세를 일기로 숨졌다. 작가로도 활동하였으며, 91년 출간한 소설《즐거운 사라》로 필화를 겪기도 하였다. - 네덜란드계 미국인 물리학자인 니콜라스 블룸베르헌이 97세를 일기로 숨졌다. 블룸베르헌은 지난 1981년 노벨 물리학상을 수상하였다. |  |      |
| 2017년 9월 5일 (화요일) |  | 편집 |

| 2017년 9월 5일 (화요일) |  | 편집 |

| \| 2017년 9월 6일 (수요일) \| \| 편집 \| |  |      |
| 사회 - 교황 프란치스코가 5일간의 일정으로 콜롬비아 방문길에 올랐다. 콜롬비아 분쟁 관련 무장 단체들이 휴전 또는 정전 합의, 투항하면서 내전은 종식되어 가는 중이다. 지난 해 교황은 콜롬비아혁명군(FARC)이 평화협정에 합의하면 콜롬비아를 방문하겠다고 약속한 바 있다. 사고 - 미국 애리조나주(州) 새포드(Safford, Arizona) 인근에서, 항공경비대(Arizona Air National Guard) 소속의 F-16 전투기가 사고로 추락하는 사고가 발생해 조종사가 숨졌다. 부고 - 미국의 여성주의 작가 케이트 밀럿이 82세를 일기로 숨졌다. |  |      |
| 2017년 9월 6일 (수요일) |  | 편집 |

| 2017년 9월 6일 (수요일) |  | 편집 |

| \| 2017년 9월 7일 (목요일) \| \| 편집 \| |  |      |
| 경제와 사업 - 미국의 신용평가사 에퀴팩스(Equifax)가 해킹을 당해 약 1억4천300만명의 개인정보가 유출된 것으로 확인되었다. 한편 블룸버그 보도에 따르면, 회사 임원 3명이 이같은 해킹 사실이 공개되기 전에 보유 주식을 매각한 것으로 알려졌다. 재해 - 허리케인 어마(Irma)가 카리브해의 세인트마틴섬, 바부다섬 일대를 통과하며 최소 9명이 사망하였다. 어마는 5등급 허리케인으로 발달했으며, 계속해서 북상 중이다. - 멕시코 치아파스 주(州)에서 모멘트 규모 8.1의 지진이 발생하였다. 이로 인하여 최소 5명이 숨졌다. 부고 - 대한민국의 영화 감독 김기덕이 83세를 일기로 숨졌다. 《5인의 해병》, 《맨발의 청춘》 등의 작품을 감독하였다. |  |      |
| 2017년 9월 7일 (목요일) |  | 편집 |

| 2017년 9월 7일 (목요일) |  | 편집 |

| \| 2017년 9월 8일 (금요일) \| \| 편집 \| |  |      |
| 재해 - 2017년 치아파스 지진: 전날 멕시코 치아파스 주(州)에서 발생한 모멘트 규모 8.1의 지진의 여파로 0.7 m(2.3피트) 높이의 쓰나미 발생이 보고되었다. 지진으로 인한 사망자가 50명 이상인 것으로 확인되었다. |  |      |
| 2017년 9월 8일 (금요일) |  | 편집 |

| 2017년 9월 8일 (금요일) |  | 편집 |

| \| 2017년 9월 9일 (토요일) \| \| 편집 \| |  |      |
| 문화 - 이탈리아 베네치아(베니스)에서 열린 제74회 베니스 영화제에서 기예르모 델 토로 감독의 작품 셰이프 오브 워터: 사랑의 모양이 황금사자상을 수상하였다. - 이집트 룩소르에서 약 3500년 전 이집트 제18왕조 시대의 것으로는 왕실 금세공인(Goldsmith)의 무덤이 발굴되었다. 토목 - 중화인민공화국 광둥성 교통운수청이 해안도로 사업 입찰을 공고했다. 사업 초기 약 1,300억 위안(한화 약 22조 6천억원)이 투입되며, 약 1,570km 구간 중 927km 도로를 신설하게된다. 해당 토목 사업이 완료되면 세계에서 가장 긴 해안도로가 된다. 재해 - 허리케인 어마(Irma)가 쿠바에 상륙하였다. 5등급의 세력이며, 계속해서 서북서 경로로 북상 중이다. |  |      |
| 2017년 9월 9일 (토요일) |  | 편집 |

| 2017년 9월 9일 (토요일) |  | 편집 |

| \| 2017년 9월 10일 (일요일) \| \| 편집 \| |  |      |
| 과학 - 세계 최초의 3D 프린터로 제작된 정강뼈 이식 수술이 호주 동부의 브리즈번의 한 병원에서 루벤 리시터(Reuben Lichter, 27)를 대상으로 진행되었다. 의료진은 3D 프린터로 정강뼈를 제작하여 패혈증으로 감염·부패된 리시터의 뼈를 대체하였다. 스포츠 - 2017년 US 오픈 테니스 대회에서 라파엘 나달이 남자 단식에서 우승하였다. 여자 단식에서는 슬로안 스티븐스가 우승을 차지하였다. 한편, 마르티나 힝기스가 여자 복식과 혼합 복식에서 우승하며 2관왕이 되었다. 재해 - 허리케인 어마가 플로리다주(州)에 상륙하였다. 허리케인의 세력은 3등급으로 약화되었으나 유동적인 상황이다. |  |      |
| 2017년 9월 10일 (일요일) |  | 편집 |

| 2017년 9월 10일 (일요일) |  | 편집 |

| \| 2017년 9월 11일 (월요일) \| \| 편집 \| |  |      |
| 국제 관계 - 유엔안전보장이사회가 만장일치로 조선민주주의인민공화국에 대한 제재에 관한 결의안 제2375호를 채택하였다. 이번 제재는 9일 전(9월 3일) 실시한 핵실험에 관련한 것으로, 과거에 비교하여 신속하게 채택되었다. 처음으로 유류(油類)에 대한 제재가 추가되어 유류 공급량 30%를 차단한다는 내용이 들어있다. 사회 - 원숭이 셀카와 관련해 영국의 사진작가와 PETA(페타)가 소송을 중단하기로 합의하였다. 사진작가는 향후 발생할 수익의 25%를 검은짧은꼬리원숭이 관련 보호 단체에 기부하기로 하였다. 페타는 합의에 의한 재판 중지 요청과 함께 지난 1월 6일 원숭이 셀카 등에 대하여 저작권을 인정할 수 없다는 판결에 대한 파기도 요청했다고 밝혔다. 사고 - 스위스 안데르마트에서 열차 충돌사고가 발생하여 최소 30명이 부상을 입었다. 재해 - 대한민국 부산광역시 시내 곳곳이 집중호우로 인하여 침수 피해를 입었다. 시간당 86mm, 최대 358mm의 기록적인 폭우로 시내 곳곳이 잠기며, 일부 학교는 임시 휴업하였다. - 허리케인 어마(Irma)가 덮친 미국 플로리다주(州) 곳곳에 피해가 발생하였다. 4명이 숨졌으며, 최소 330만가구가 정전 되었다. 10일 4등급으로 상륙하였던 어마는 이후 열대 저기압(열대 폭풍)으로 약화되었다. - 제18호 태풍 탈림(TALIM)이 타이완 섬 인근으로 접근하고 있다. 지난 9일 발생한 탈림은 중형 태풍으로 발달하였다. |  |      |
| 2017년 9월 11일 (월요일) |  | 편집 |

| 2017년 9월 11일 (월요일) |  | 편집 |

| \| 2017년 9월 12일 (화요일) \| \| 편집 \| |  |      |
| 국제 관계 - 제72차 유엔총회가 뉴욕 유엔 본부에서 개막하였다. 미로슬라우 라이차크 총회 의장이 개막식을 주재하였으며, 이번 회기는 차기 총회 개시일 전날인 2018년 9월 17일까지이다. 정치 - 싱가포르의 대통령 선거에서 할리마 야콥의 단독 후보로 결정되며, 당선이 사실상 확정되었다. 23일로 예정되었던 선거는 생략하게 된다. - 노르웨이의 총선에서 에르나 솔베르그 총리가 이끄는 우파당이 승리하며 재선이 확정되었다. 사고 - 스페인 사그라다 파밀리아 성당 근처에 밴이 있다는 신고에 따른 테러 우려로, 성당 및 인근 지역에 대한 소개령이 내려지는 소동이 빚어졌다. |  |      |
| 2017년 9월 12일 (화요일) |  | 편집 |

| 2017년 9월 12일 (화요일) |  | 편집 |

| \| 2017년 9월 13일 (수요일) \| \| 편집 \| |  |      |
| 보건 - 국제 적십자 위원회(ICRC)가 예멘의 콜레라 환자 수가 연말에 85만 명에 이를 수 있다고 밝혔다. 현재 예멘의 콜레라 감염자 수는 60만을 넘었으며, 세계보건기구(WHO)는 이번 주 초까지 모두 2,065명이 콜레라로 사망했다고 밝혔다. 사회 - 일본에서 지난 1991년부터 올해까지 약 10만 5,963명에 지급해야할 연금 598억엔(한화 약 6,132억원)이 미지급된 것으로 밝혀졌다. 후생노동성은 일본연금기구를 통해 이같은 사실을 알리고, 11월 중순에 전액 지급하겠다고 밝혔다. 스포츠 - 페루 리마에서 국제올림픽위원회(IOC)의 제131차 총회가 열렸다. 올림픽 개최지 선정 투표 결과 2024년 파리, 2028년 로스앤젤레스가 만장일치로 확정되었다. - 미국 메이저 리그 베이스볼(MLB)의 클리블랜드 인디언스가 5-3으로 디트로이트 타이거스를 꺾으며 21연승을 기록하였다. 82년만에 아메리칸 리그(AL) 연승 기록을 깸과 동시에 1935년 시카고 컵스의 메이저 리그 연승 기록과 타이 기록을 세웠다. |  |      |
| 2017년 9월 13일 (수요일) |  | 편집 |

| 2017년 9월 13일 (수요일) |  | 편집 |

| \| 2017년 9월 14일 (목요일) \| \| 편집 \|                                                    |  |      |
| 사고 - 말레이시아의 한 이슬람 기숙학교에서 화재가 발생하여 최소 23명의 학생과 교사가 숨졌다. |  |      |
| 2017년 9월 14일 (목요일)                                                                     |  | 편집 |

| 2017년 9월 14일 (목요일) |  | 편집 |

| \| 2017년 9월 15일 (금요일) \| \| 편집 \| |  |      |
| 군사 - 조선민주주의인민공화국이 탄도미사일 한 발을 태평양 방향으로 발사하였다. 일본 홋카이도 상공을 통과한 미사일은 약 3,700여km를 비행하고 바다에 낙하하였다. 무력충돌·공격 - 2017년 파슨스 그린 역 폭탄 테러: 영국 런던의 파슨스그린역(Parsons Green tube station)에서 폭탄 테러가 발생하여 최소 29명이 다쳤다. 과학 - 토성 무인 탐사선 카시니-하위헌스가 탐사 임무를 종료한다. 카시니호는 지난 1997년 발사되어 2004년 토성에 도달한 이후 13년간 토성 탐사 임무를 수행해왔다. 마지막 탐사 일정으로, 토성의 대기권으로 추락하며 대기를 분석하고, 산화·폐기될 예정이다. 미국 항공우주국(NASA)은 탐사선의 핵연료가 거의 소진된 것으로 판단하였으며, 향후 발생할 수 있는 오염이나 토성의 위성과 충돌을 방지하고, 우주 쓰레기가 되는 일이 없도록 폐기를 결정하였다. 나사는 앞서 2003년에도 목성 무인 탐사선 갈릴레오도 같은 이유로 목성의 대기로 추락시켜 폐기한 바 있다. 재해 - 북서태평양 제19호 태풍 독수리가 베트남 중부에 상륙하여 최소 10명이 숨지는 인명 피해가 발생하였다. 홍수로 주택 수십만 채가 침수되고 정전 피해가 잇달았으며, 항공기 60여편의 운행이 취소되고, 7만여 척의 배가 항구에 발이 묶였다. 부고 - 미국의 배우 해리 딘 스탠턴이 91세를 일기로 숨졌다. |  |      |
| 2017년 9월 15일 (금요일) |  | 편집 |

| 2017년 9월 15일 (금요일) |  | 편집 |

| \| 2017년 9월 16일 (토요일) \| \| 편집 \|                                                                     |  |      |
| 군사 - 조선민주주의인민공화국이 9월 15일(어제) 발사한 미사일이 중거리탄도미사일(IRBM)인 화성 12호라고 밝혔다. |  |      |
| 2017년 9월 16일 (토요일)                                                                                      |  | 편집 |

| 2017년 9월 16일 (토요일) |  | 편집 |

| \| 2017년 9월 17일 (일요일) \| \| 편집 \| |  |      |
| 정치 - 일본방송협회(NHK) 등의 보도에 따르면, 아베 신조 일본 총리가 이달 안에 중의원을 해산하고 조기 총선거를 치를 것으로 전망된다. 최근 조선민주주의인민공화국의 연이은 핵 실험, 탄도미사일 도발에 따르는 안보 위기로, 연초 사학 스캔들로 곤두박질 친 지지율이 반등·회복된 것으로 알려졌다. 법과 범죄 - 프랑스 파리의 드골 공항을 출발해 영국 런던의 히스로 공항으로 향할 예정이던 영국항공의 비행편이 보안 위협(security threat)으로 이륙하지 못했다. |  |      |
| 2017년 9월 17일 (일요일) |  | 편집 |

| 2017년 9월 17일 (일요일) |  | 편집 |

| \| 2017년 9월 18일 (월요일) \| \| 편집 \| |  |      |
| 재해 - 5등급으로 발달한 허리케인 마리아(Maria)가 도미니카를 강타하였다. 도미니카의 총리 루스벨트 스케릿의 공관을 비롯하여 도미니카 전역의 수 많은 가옥들의 지붕이 날아가는 등의 피해가 속출하였다. |  |      |
| 2017년 9월 18일 (월요일) |  | 편집 |

| 2017년 9월 18일 (월요일) |  | 편집 |

| \| 2017년 9월 19일 (화요일) \| \| 편집 \| |  |      |
| 국제 관계 - 미국 뉴욕에서 열린 유엔 총회에서 도널드 트럼프 미국 대통령이 기조 연설을 하였다. 연설 중 미국과·동맹 방어를 위해서는 조선민주주의인민공화국을 완전 파괴(totally destroy)할 수 있다며 핵 실험과 미사일 발사 등 연이은 도발 행위에 대한 경고를 하였다. 정치 - 아웅산수찌 미얀마 국가자문역이 로힝야족 박해와 관련하여 텔레비전을 통해 국정 연설을 하였다. 이는 미얀마 정부의 공식 입장을 처음으로 밝힌 것으로, 직접적으로 로힝야족을 언급하지는 않았으며, 원론적인 수준에서 사태 해결에 나서겠다고 밝혔다. 재해 - 2017년 푸에블라 지진: 멕시코 푸에블라 주에서 모멘트 규모 7.1의 강진이 발생하였다. 멕시코 주에서 최소 5명, 모렐로스 주에서는 최소 42명이 숨지는 인명피해가 발생하였다. |  |      |
| 2017년 9월 19일 (화요일) |  | 편집 |

| 2017년 9월 19일 (화요일) |  | 편집 |

| \| 2017년 9월 20일 (수요일) \| \| 편집 \| |  |      |
| 재해 - 허리케인 마리아(Maria)가 푸에르토리코에 상륙하였다. 4등급으로 다소 약해졌으나, 순간최대풍속이 시속 250km에 달하는 강한 바람을 동반하고 있다. 허리케인으로 인하여 정전이 발생했으며, 약 90만 명 이상의 전기 공급이 끊겼다. |  |      |
| 2017년 9월 20일 (수요일) |  | 편집 |

| 2017년 9월 20일 (수요일) |  | 편집 |

| \| 2017년 9월 21일 (목요일) \| \| 편집 \| |  |      |
| 경제 - 구글이 HTC의 스마트폰 관련 특허, 지적재산권의 비독점적 사용권 및 약 2,000여 명의 연구 인력 등을 11억달러(약 1조2,500억원)에 인수하였다. 이번 인수는 스마트폰 소프트웨어인 안드로이드에 이어서, 하드웨어의 사업의 역량 강화를 위한 포석으로 풀이된다. 구글은 앞서 2011년에 모토로라 모빌리티를 125억달러(약 13조1,735억원)에 인수하여 3년여간 스마트폰을 출시했으나, 이후 특허권을 제외하고 레노버에 29억달러(약 3조,3880억원)에 매각한 바 있다. |  |      |
| 2017년 9월 21일 (목요일) |  | 편집 |

| 2017년 9월 21일 (목요일) |  | 편집 |

| \| 2017년 9월 22일 (금요일) \| \| 편집 \| |  |      |
| 재해 - 허리케인 마리아(Maria)로 인하여 푸에르토리코 과자타카 댐(Guajataca Dam)이 붕괴 위험에 놓이면서 약 7만여 명의 주민에게 대피명령이 내려졌다. - nimda의 난을 겪은 나무위키는 결국 민선제를 폐지했고 나무위키의 사측 관리자가 직접 운영을 하게 되었다. |  |      |
| 2017년 9월 22일 (금요일) |  | 편집 |

| 2017년 9월 22일 (금요일) |  | 편집 |

| \| 2017년 9월 23일 (토요일) \| \| 편집 \|                                 |  |      |
| 재해 - 멕시코 오아하카주(Oaxaca)에서 모멘트 규모 6.2의 지진이 발생하였다. |  |      |
| 2017년 9월 23일 (토요일)                                                  |  | 편집 |

| 2017년 9월 23일 (토요일) |  | 편집 |

| \| 2017년 9월 24일 (일요일) \| \| 편집 \| |  |      |
| 정치 - 2017년 독일 연방의회 선거: 독일 전역에서 독일 연방의회(하원) 의원을 선출하기 위한 선거가 치러진다. 현 수상(총리)인 앙겔라 메르켈의 4선 연임이 유력시되고 있다. |  |      |
| 2017년 9월 24일 (일요일) |  | 편집 |

| 2017년 9월 24일 (일요일) |  | 편집 |

| \| 2017년 9월 25일 (월요일) \| \| 편집 \| |  |      |
| 정치·선거 - 이라크 쿠르드자치정부(Kurdistan Regional Government, KRG)가 분리 독립 찬반 국민투표를 실시한다. 쿠르드 자치구(아르빌 주, 다후크 주, 술라이마니야 주, 할라브자 주) 및 키르쿠크 주, 니네베 주에서 실시된다. 이라크를 비롯하여 자국내 쿠르드인의 분리주의 움직임을 경계하며, 터키, 이란, 시리아 등이 투표를 반대하고 있다. - 2017년 독일 연방의회 선거: 프라우케 페트리가 이끄는 독일을 위한 대안(AfD)이 극우 정당으로는 68년만에 하원에 진입하였다. 양대 정당인 기민련(CDU, 41.5→33.0%)과 사민당(SPD, 25.7→20.5%)은 2013년 선거때 보다 득표율이 각각 8.5%, 5.2% 떨어졌다. 기민련은 1949년 연합 구성이후, 사민당은 1933년 이후 각각 최저득표이다. 경제 - 영국의 방송사 BBC가 웹사이트와 라디오 방송등을 통한 한국어 서비스를 시작하였다. |  |      |
| 2017년 9월 25일 (월요일) |  | 편집 |

| 2017년 9월 25일 (월요일) |  | 편집 |

| \| 2017년 9월 26일 (화요일) \| \| 편집 \| |  |      |
| 정치·선거 - 이라크의 쿠르드 자치정부(KRG)의 수반인 마수드 바르자니가 전날(9월 25일) 치러진 투표에서 승리하였다고 선언하였다. 자치정부의 집권당인 쿠르디스탄 민주당(KDP)은 투표율 77.8%, 유효표 중 찬성표 91.8%로 개표결과가 집계되었다고 밝혔다. 문화 - 대한민국 국립경주문화재연구소가 경주 인왕동의 동궁과 월지(안압지) 북동쪽 발굴 현장에서 수세식 화장실터가 발견되었다고 밝혔다. 사고 - 대한민국 성남시의 야탑역 인근의 버스 정류장에서 뺑소니 사고가 발생해 최소 7명이 부상을 입었다. 사건 현장에서 달아난 가해 운전자는 택시 운전사들과 약 1km의 추격전 끝에 붙잡혔으며, 0.161의 만취상태로 음주운전을 하던 중 사고를 낸 것으로 조사되었다. |  |      |
| 2017년 9월 26일 (화요일) |  | 편집 |

| 2017년 9월 26일 (화요일) |  | 편집 |

| \| 2017년 9월 27일 (수요일) \| \| 편집 \| |  |      |
| 사고 - 일본 하네다 공항에서 이륙하려던 일본 항공 소속 431편 보잉 737의 오른쪽 엔진에서 화재가 발생해 이륙이 중단되는 사고가 발생했다. 이로 인하여 활주로가 일시 폐쇄되었다. 부고 - 미국의 잡지 플레이보이의 창업자 휴 헤프너가 91세를 일기로 숨졌다. |  |      |
| 2017년 9월 27일 (수요일) |  | 편집 |

| 2017년 9월 27일 (수요일) |  | 편집 |

| \| 2017년 9월 28일 (목요일) \| \| 편집 \|                                                                                   |  |      |
| 정치 - 일본의 총리 아베 신조가 중의원을 해산하였다. 이에 따라, 제48회 일본 중의원 의원 총선거(10월 22일) 실시가 확정되었다. |  |      |
| 2017년 9월 28일 (목요일) |  | 편집 |

| 2017년 9월 28일 (목요일) |  | 편집 |

| \| 2017년 9월 29일 (금요일) \| \| 편집 \| |  |      |
| 국제 관계 - 강경화 대한민국 외교부 장관과 아마노 유키야 국제 원자력 기구(IAEA) 사무총장이 서울특별시의 외교부 청사에서 면담을 갖고, 조선민주주의인민공화국의 핵 실험 등으로 촉발된 문제에 대하여 협의하였다. 아마노 유키야 사무총장은 지난 2015년 10월 방한하여 윤병세 당시 외교부 장관과도 관련 면담을 갖은 바 있다. |  |      |
| 2017년 9월 29일 (금요일) |  | 편집 |

| 2017년 9월 29일 (금요일) |  | 편집 |

| \| 2017년 9월 30일 (토요일) \| \| 편집 \| |  |      |
| 사고 - 루마니아 부쿠레슈티의 한 퇴직자 아파트에서 화재가 발생하였다. 이 사고로 최소 1명이 숨지고, 연기(煙氣) 흡입 등으로 19명이 부상을 입었다. - 콩고 민주 공화국 군 화물기 1기가 수도 킨샤사 서쪽 약 100km 지점에 추락하여 탑승자 9명이 모두 숨졌다. 카탕가 주(州)의 칼레미로 향햐던 중 문제가 발생해 회항하던 중 사고가 일어난 것으로 알려졌다. |  |      |
| 2017년 9월 30일 (토요일) |  | 편집 |

| 2017년 9월 30일 (토요일) |  | 편집 |

| <          | 2017년 9월 | 2017년 9월 | 2017년 9월  | 2017년 9월 | 2017년 9월  | >          |
| 일         | 월         | 화         | 수          | 목         | 금          | 토         |
|            |            |            |             |            | 1 7.11 신묘 | 2 12 임진  |
| 3 13 계사  | 4 14 갑오  | 5 15 을미  | 6 16 병신   | 7 17 정유  | 8 18 무술   | 9 19 기해  |
| 10 20 경자 | 11 21 신축 | 12 22 임인 | 13 23 계묘  | 14 24 갑진 | 15 25 을사  | 16 26 병오 |
| 17 27 정미 | 18 28 무신 | 19 29 기유 | 20 8.1 경술 | 21 2 신해  | 22 3 임자   | 23 4 계축  |
| 24 5 갑인  | 25 6 을묘  | 26 7 병진  | 27 8 정사   | 28 9 무오  | 29 10 기미  | 30 11 경신 |

| - 2017년 - 10월 - 9월 - 8월 편집하기 |